# Rutger B. Miller
Rutger Bleecker Miller (* 28. Juli 1805 in Lowville, New York; † 12. November 1877 in Utica, New York) war ein US-amerikanischer Jurist und Politiker. Er vertrat in den Jahren 1836 und 1837 den Bundesstaat New York im US-Repräsentantenhaus. Der Kongressabgeordnete Morris S. Miller war sein Vater.

## Werdegang
Rutger Bleecker Miller wurde ungefähr sieben Jahre vor dem Ausbruch des Britisch-Amerikanischen Krieges in Lowville im Lewis County geboren. Er besuchte Gemeinschaftsschulen in Utica, das Catholic College in Montreal (Kanada) und das Yale College. 1824 graduierte er an der Litchfield Law School. Nach dem Erhalt seiner Zulassung als Anwalt praktizierte er zwischen 1829 und 1831 in Utica. Er war 1829 Manager der Utica Wilberforce Society. In den Jahren 1832 und 1833 ging er Bank- und Eisenbahngeschäften nach. Er war zwischen 1829 und 1831 Trustee in der Village von Utica. Dann war er Mitglied im First Board of Aldermen in der City von Utica. 1832 saß er in der New York State Assembly. Er arbeitete in den Jahren 1833 und 1834 als Clerk am United States District Court.
Politisch gehörte er der Jacksonian-Fraktion an. Miller wurde in einer Nachwahl am 9. November 1836 in den 24. Kongress gewählt, um dort die Vakanz zu füllen, die durch den Rücktritt von Samuel Beardsley entstand. Er schied nach dem 3. März 1837 aus dem Kongress aus.
Nach seiner Kongresszeit ging er dem Bau von Gebäuden und dem Eisenbahnbau nach. Danach managte er seine Farm in Boonville im Oneida County. Am 12. November 1877 verstarb er in Utica und wurde dann auf dem Forest Hill Cemetery beigesetzt.